# 鮑德溫城 (堪薩斯州)
鮑德溫城（英語：Baldwin City）是一個位於美國堪薩斯州道格拉斯縣的城市。

## 地方資料
根據2020年美國人口普查的數據，鮑德溫城的面積為6.96平方千米，當中陸地面積為6.92平方千米，而水域面積為0.04平方千米。當地共有人口4778人，而人口密度為每平方千米686.49人。